# Веслав Бродовський
Веслав Бродовський (пол. Wiesław Brodowski) (нар. 30 жовтня 1949) — польський чиновник місцевого самоврядування, керівник й інженер, заступник Люблінського воєводи (1994–1998 рр.).

## Історія
Народився в селі Студзянкі. Закінчив Люблінську Політехніку за спеціальністю «Технології машинобудування», а також закінчив аспірантуру Люблінського університету підприємництва та адміністрації. Закінчивши навчання, працював технологом, програмістом і керівником відділу в Краснику на фабриці підшипників (до 19990). Зробив декілька проєктів раціоналізації. Потім до 1993 року був членом правління Монтексу.
Був активним учасником Спілки соціалістичної молоді та Польської об'єднаної робітничої партії. З 1986 по 1990 працював секретарем у Провінційному Комітеті ПОРП в Любліні. Далі вступив до СдРП та СДЛС. З 16 березня 1994 по 28 січня 1998 був заступником Люблінського воєводи. 1997 р. балотувався до Польського Сенату (з 10 претендентів посів третє місце). Через рік здобув місце в міській раді Любліна (також був кандидатом в мери міста). Тим часом був віце-президентом Лубцельських електростанцій. 2002 року балотувався на посаду мера Любліна (у другому турі програвши Анджею Прушковському, здобувши 35% голосів). Пізніше працював директором енергетичної компанії та в Люблінській теплоелектроцентралі.
Одружений із Джолантою, має двох дочок. Має тісний зв'язок із MKS Lublin та є членом наглядової ради.
Нагороджений Золотим Хрестом Заслуги (1997) та Орденом Польського Відродження (2005).